# 仁志田昇司
仁志田 昇司（にしだ しょうじ、1944年（昭和19年）8月7日 - ）は、日本の政治家。元福島県伊達市長（3期）、元保原町長（2期）。

## 来歴
福島県保原町（現・伊達市）出身。保原町立保原小学校（現・伊達市立保原小学校）卒業後、保原町立保原中学校（現・伊達市立松陽中学校）に入学。1958年（昭和33年）4月、仙台市立五橋中学校に転入。東京学芸大学附属高等学校卒業。1969年（昭和44年）3月、東京大学工学部精密機械科卒業。同年4月、日本国有鉄道に就職。1987年（昭和62年）4月、JR東日本に入社。
1991年（平成3年）同社大井工場（現・東京総合車両センター）の工場長となる。1994年（平成6年）同社仙台総合車両所（現・新幹線総合車両センター）の所長となる。
その後、1997年（平成9年）に同社グループ会社のJR東日本レンタリース株式会社の代表取締役社長に就任した。
2000年（平成12年）夏、帰省した折に恩師に「君、この町（保原町）の町長をやってくれないか」と言われたことが政治家を目指すきっかけとなる。
2001年（平成13年）7月29日執行の保原町長選挙に出馬し、初当選。同年8月27日に町長に就任。2005年（平成17年）8月、同町長選挙に2期目の当選。
2006年（平成18年）1月1日、 伊達町、梁川町、保原町、霊山町、月舘町が合併して伊達市が誕生する。これに伴って実施された伊達市長選挙（同年2月5日公示、2月12日投開票）に無所属で出馬し、無投票で当選。
2010年（平成22年）1月24日執行の伊達市長選挙に出馬。元伊達町長の冨田健一郎、元梁川町議会議員の橘典雄ら2人の候補者を接戦の末に破り、2期目の当選を果たす。得票数は、仁志田：17,390票、冨田：17,112票、橘：1,312票。投票率は、65.30％だった。
2013年（平成25年）5月26日、任期満了に伴う市長選に立候補する意向を示し、2014年（平成26年）、前市議の高橋一由ら3候補を破り3選した。
2018年（平成30年）1月28日執行の市長選挙で元福島県庁職員の須田博行に敗れ、落選。
2019年、旭日小綬章受章。